# Juegos Suramericanos de 1994
Los V Juegos Suramericanos (en portugués: Jogos Sul-Americanos) es una competición polideportiva que se desarrolló desde el 19 de noviembre al 28 de noviembre de 1994 en Valencia, Venezuela, con algunos eventos en las ciudades de Puerto Cabello y Caracas.
En los días precedentes a los Juegos se realizaron actividades complementarias relacionadas con el deporte como un Congreso de Medicina Deportiva y una reunión de la directiva del Odesur para decidir la sede de los siguientes Juegos Suramericanos, a celebrar en el año 1998.
El presidente del comité organizador de los Juegos fue Francisco Cabrera Santos, presidente de la Fundación Carabobeña para el Desarrollo del Deporte. La ceremonia de inauguración se realizó en el Polideportivo Misael Delgado, escenario de buena parte de las competiciones. La coreografía se basó en la simbolización de una fantasía central representativa del sol y dos adyacentes que representaban la rosa de los vientos y la luna.
El himno de los Juegos fue compuesto e interpretado por el cantautor venezolano Ilan Chester y fue titulado A.M.O.R., el logo y mascota fueron diseñados por el artista gráfico Carlos Apitz, como parte de una campaña promocional. Presidió el acto de inauguración el presidente venezolano Rafael Caldera.
Los pronósticos que se hicieron sobre las competiciones de los Juegos consideraron que Brasil se llevaría por primera vez la mayoría de las medallas debido a que recientemente este país había roto la hegemonía de Cuba en los Juegos Iberoamericanos de Atletismo celebrados en Mar del Plata. Pero igualmente se comentó que Argentina nuevamente tendría altas probabilidades de dominar debido a que Brasil no asistió con sus equipos completos.
Por cuarta vez consecutiva los Juegos Suramericanos fueron incrementándose en número de atletas, en esta edición asistieron 1599 atletas. Venezuela acudió al evento con la comitiva más numerosa con 360 atletas, mientras que Uruguay y Bolivia asistieron con delegaciones reducidas.

## Equipos participantes
En esta edición de los juegos participaron cuatro países adicionales. Retornó Colombia a las competiciones y participaron por primera vez Antillas Neerlandesas o Neerlandesas, Aruba, y Panamá. Asistieron al evento deportivo en total 14 naciones: Antillas Neerlandesas, Argentina, Aruba, Bolivia, Brasil, Colombia, Chile, Ecuador, Panamá, Paraguay, Perú, Surinam, Uruguay y Venezuela.

## Deportes
Se volvieron a disputaron 19 disciplinas deportivas (como ocurrió en la segunda edición de los juegos). Se estrenaron las modalidades de canotaje, gimnasia, karate y sóftbol, retornó el fútbol a las competiciones y no se realizaron ni gimnasia artística y ni competiciones de vela. Las actividades disputadas fueron: atletismo, béisbol, boxeo, boliche, ciclismo, canotaje, esgrima, fútbol, gimnasia, judo, karate, lucha, natación, pesas, sóftbol, taekwondo, tenis de mesa, tenis de campo y tiro olímpico.
| - Atletismo - Béisbol - Bolos - Boxeo - Canotaje | - Ciclismo - Esgrima - Fútbol - Fútsal - Gimnasia - Judo | - Karate - Levantamiento de Pesas - Lucha - Natación - Softbol | - Taekwondo - Tenis de mesa - Tenis - Tiro olímpico |

## Medallero
Venezuela aprovechando la oportunidad de competir en su propio país alcanzó el segundo lugar y fue reconocido el nivel técnico de sus deportistas. Mientras que Argentina se convirtió en pentacampeón.
La tabla se encuentra ordenada por la cantidad de medallas de oro, plata y bronce. Si dos o más países igualan en medallas, aparecen en orden alfabético.
Fuente: Organización Deportiva Suramericana (ODESUR). País anfitrión en negrilla.
| Núm.  | País                  | Oro | Plata | Bronce | Total | Orden por Total |
| ----- | --------------------- | --- | ----- | ------ | ----- | --------------- |
| 1     | Argentina             | 105 | 61    | 52     | 218   | 1               |
| 2     | Venezuela             | 76  | 65    | 65     | 206   | 2               |
| 3     | Colombia              | 35  | 50    | 27     | 112   | 3               |
| 4     | Brasil                | 31  | 31    | 35     | 97    | 4               |
| 5     | Chile                 | 16  | 20    | 37     | 73    | 6               |
| 6     | Perú                  | 15  | 27    | 33     | 75    | 5               |
| 7     | Uruguay               | 4   | 8     | 9      | 21    | 9               |
| 8     | Panamá                | 4   | 2     | 5      | 11    | 11              |
| 9     | Antillas Neerlandesas | 3   | 5     | 5      | 13    | 10              |
| 10    | Paraguay              | 3   | 0     | 7      | 10    | 12              |
| 11    | Ecuador               | 2   | 17    | 19     | 38    | 7               |
| 12    | Bolivia               | 2   | 5     | 15     | 22    | 8               |
| 13    | Surinam               | 0   | 3     | 0      | 3     | 13              |
| 14    | Aruba                 | 0   | 1     | 2      | 3     | 13              |
| TOTAL | TOTAL                 | 296 | 295   | 311    | 902   |                 |

| Predecesor: Lima 1990 | Juegos Suramericanos Valencia 1994 | Sucesor: Cuenca 1998 |

## Logo y Mascota
| Logo Oficial V Juegos Suramericanos 1994 | El logo representa la antorcha olímpica; la llama es el mapa de Sudamérica, la base es la unión de la letra "C" de Carabobo y la "V" del número romano Quinto o cinco y de la ciudad de Valencia, sede de los juegos. |
| Mascota-juegos-suramericanos-1994        | Representa el Sol, la energía y el movimiento, está basado en el logo que usaba la Gobernación de Carabobo en ese momento.                                                                                            |